# Euclid Trucks
 (août 2022).
La mise en forme du texte ne suit pas les recommandations de Wikipédia : il faut le « wikifier ».
Les points d'amélioration suivants sont les cas les plus fréquents. Le détail des points à revoir est peut-être précisé sur la page de discussion.
- Les titres sont pré-formatés par le logiciel. Ils ne sont ni en capitales, ni en gras.
- Le texte ne doit pas être écrit en capitales (les noms de famille non plus), ni en gras, ni en italique, ni en « petit »…
- Le gras n'est utilisé que pour surligner le titre de l'article dans l'introduction, une seule fois.
- L'italique est rarement utilisé : mots en langue étrangère, titres d'œuvres, noms de bateaux, etc.
- Les citations ne sont pas en italique mais en corps de texte normal. Elles sont entourées par des guillemets français : « et ».
- Les listes à puces sont à éviter, des paragraphes rédigés étant largement préférés. Les tableaux sont à réserver à la présentation de données structurées (résultats, etc.).
- Les appels de note de bas de page (petits chiffres en exposant, introduits par l'outil «  Source ») sont à placer entre la fin de phrase et le point final[comme ça].
- Les liens internes (vers d'autres articles de Wikipédia) sont à choisir avec parcimonie. Créez des liens vers des articles approfondissant le sujet. Les termes génériques sans rapport avec le sujet sont à éviter, ainsi que les répétitions de liens vers un même terme.
- Les liens externes sont à placer uniquement dans une section « Liens externes », à la fin de l'article. Ces liens sont à choisir avec parcimonie suivant les règles définies. Si un lien sert de source à l'article, son insertion dans le texte est à faire par les notes de bas de page.
- La présentation des références doit suivre les conventions bibliographiques. Il est recommandé d'utiliser les modèles {{Ouvrage}}, {{Chapitre}}, {{Article}}, {{Lien web}} et/ou {{Bibliographie}}. Le mode d'édition visuel peut mettre en forme automatiquement les références.
- Insérer une infobox (cadre d'informations à droite) n'est pas obligatoire pour parachever la mise en page.

Pour une aide détaillée, merci de consulter Aide:Wikification.
Si vous pensez que ces points ont été résolus, vous pouvez retirer ce bandeau et améliorer la mise en forme d'un autre article.
Euclid Trucks est un ancien constructeur américain de véhicules industriels lourds, appelés dumpers rigides ou tombereaux en France, avec benne basculante.
C'est certainement le constructeur qui été le plus vendu et racheté de toute l'histoire dans ce secteur d'activité. La marque n'existe plus depuis 2004, date de son intégration complète par le groupe japonais Hitachi. 
Les modèles les plus lourds ont atteint 740 tonnes en charge. On n'a jamais pu rencontrer ces engins ailleurs que sur les chantiers fermés ou les carrières.

## Histoire
En 1924, Arthur Armington, le fils aîné de George A.Armington, invente le premier grattoir rotatif automatique de sol. Cette machine sera suivie l'année suivante par le premier scraper pour les gros terrassements.

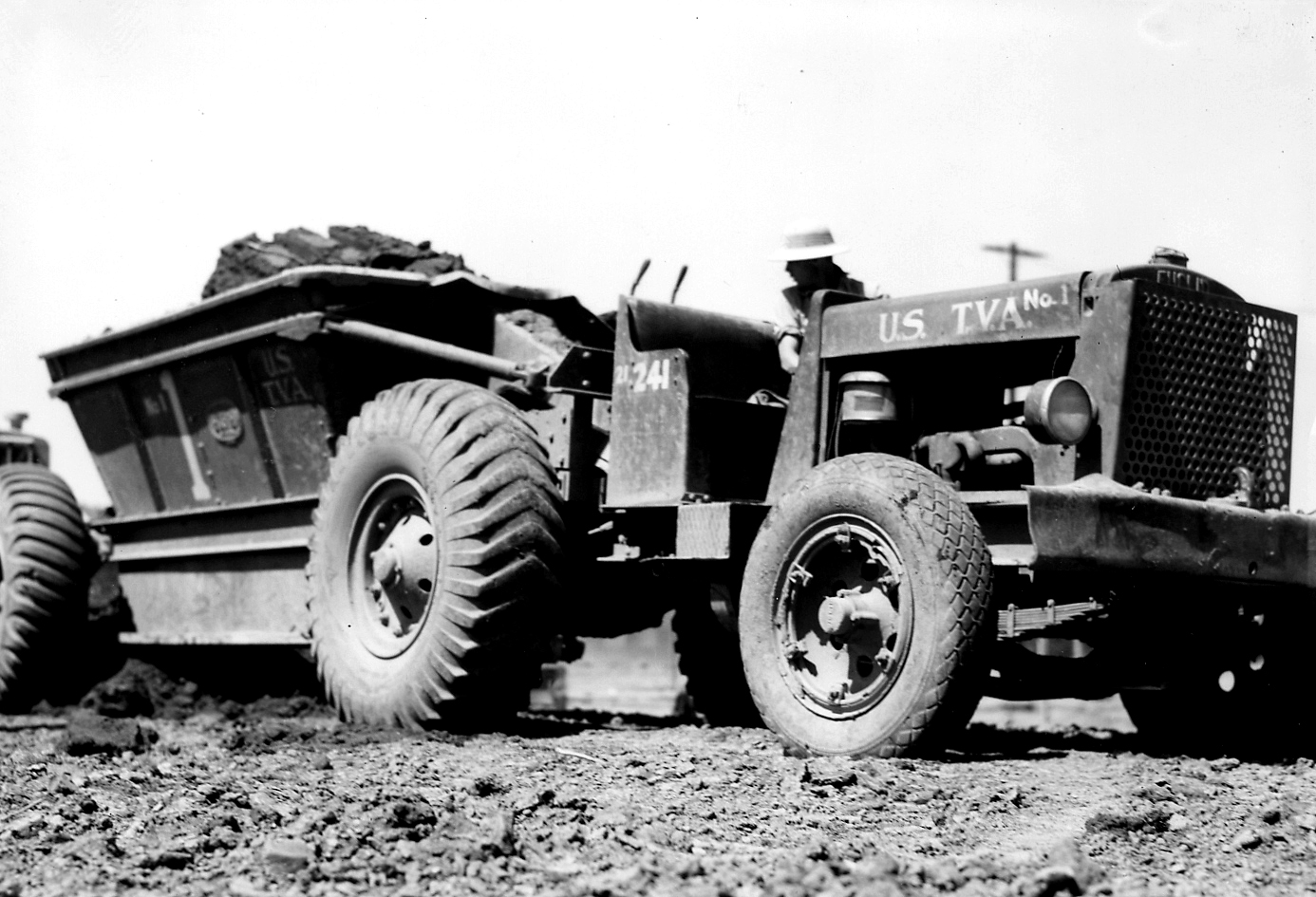
1er dumper articulé Euclid (1936)

Fort de ces succès, George A. Armington et ses cinq fils créent en 1926 à Cleveland, dans l'Ohio, la société Euclid Crane & Hoist Co. pour construire des scrapers et des camions à benne basculante. En janvier 1934, Euclid présente le premier tombereau tout-terrain au monde, le 1Z Trac-Truk, d'une longueur de 6,4 mètres à benne basculante arrière, propulsé par un moteur à essence Waukesha de 100 ch. Euclid lança ensuite son premier dumper articulé.
La société se développe rapidement grâce aux grands programmes de construction et de travaux publics américains des années 1927/28. Elle se diversifie au fil des ans, principalement par le biais de rachat de sociétés et devient un fournisseur majeur de véhicules militaires pendant la Seconde Guerre mondiale. 

### Période General Motors (1953-68)
En 1953, Euclid Trucks est racheté par General Motors qui en fait sa division poids lourds spéciaux.
En 1959, voulant casser sa position dominante (~ 50 %) sur le marché, le ministère américain de la Justice oblige GM à cesser de vendre ses camions hors route aux États-Unis pendant quatre ans et à céder la division véhicules routiers Euclid Trucks, qui est rachetée par son concurrent White.
En 1970, pour sauver la division engins spéciaux, GM crée la marque « TEREX » en combinant les mots latins terra (terre) et rex (roi), à partir de ses usines du Canada et d'Écosse. Euclid devient alors la "Division Terex". En 1974 : la "Division Terex" crée les plus gros poids lourds de chantier dont le premier tombereau au monde, le 1Z Trac-Truk, le premier bulldozer motorisé TC-12 et le plus gros camion, le Terex 33-19 Titan, qui affiche une charge utile de 335 t. L'unique prototype construit va rester en service dans une mine jusqu’en 1990.

### Période White (1968-77)
À la suite des décisions de la justice américaine reposant sur la loi anti-trust, la société Euclid Trucks est rachetée par White et RG Armington, l'ancien président d'Euclid rejoint le conseil d'administration de White. Des usines sont construites en Australie, en Belgique et au Canada. En 1969, Euclid lance le dumper RX de 100 T de charge utile et en 1971 le R.210 de 190,5 tonnes.
Pendant cette période, la situation financière de White se dégrade au point de devoir restructurer la filiale Euclid en 1976 et entamer des négociations pour sa vente avec plusieurs groupes spécialisés du secteur : Clark, Fiat-Allis, Harsco, Paccar et Rockwell International.
La situation financière de White conduira la société au dépôt de bilan en 1981 et à son rachat par Volvo Trucks.

### Période Daimler-Benz (1977-84)
Après de longues négociations avec chacun des constructeurs présélectionnés, c'est finalement au groupe allemand Daimler-Benz que White cède Euclid Trucks en 1977. Dans la corbeille, Daimler-Benz récupère les usines implantées hors des États-Unis. C'est Juergen Schrempp qui est chargé de remettre à flots la société en difficulté.

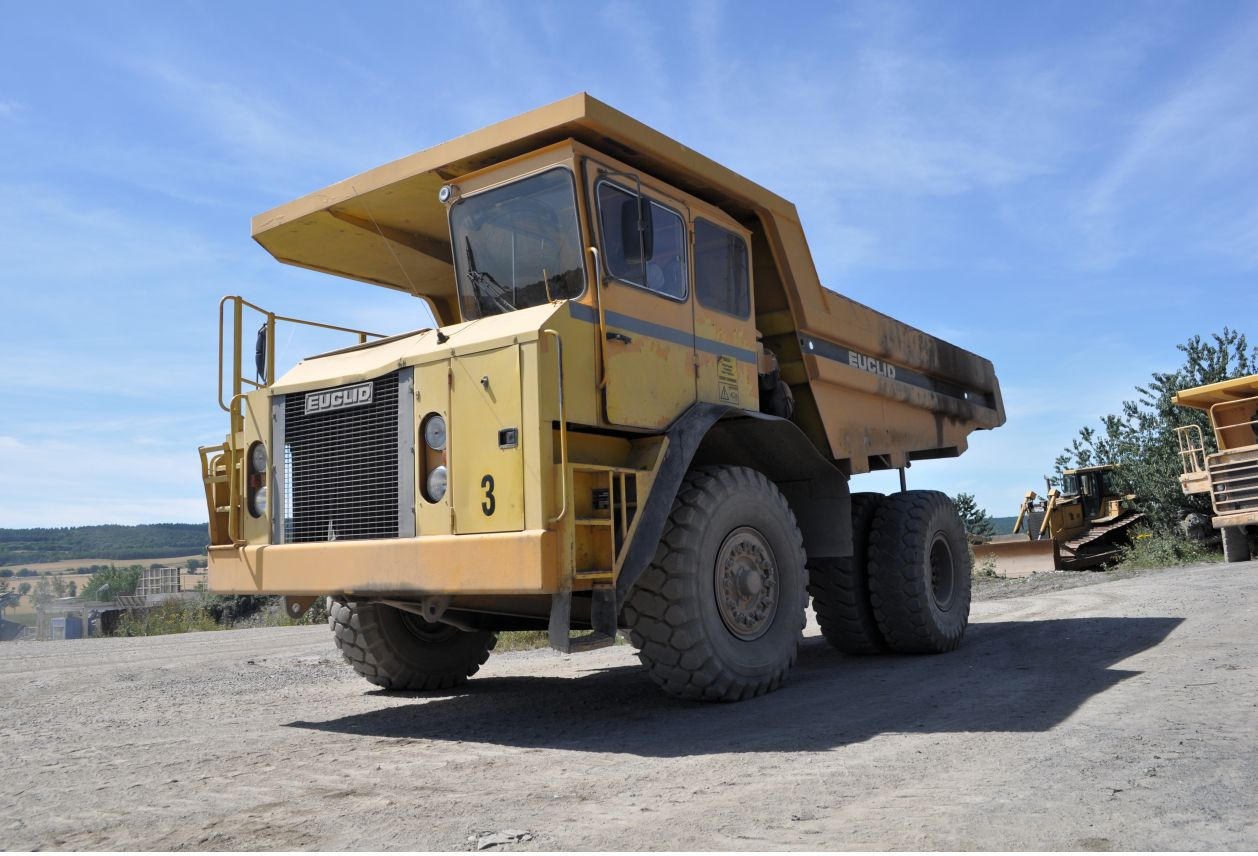
Dumper Euclid R.32

Euclid renouvelle sa gamme et lance trois familles de véhicules :
- dumpers série R à deux essieux et des charges utiles de 20 à 154 tonnes,
- dumpers série B pouvant transporter jusqu'à 100 tonnes, surtout destinés aux mines de charbon,
- dumpers série SC jusqu'à 136 tonnes.

Les moteurs utilisés ne sont pas d'origine Mercedes mais Cummins et Detroit Diesel d'une puissance allant de 230 à 1 600 chevaux SAE.

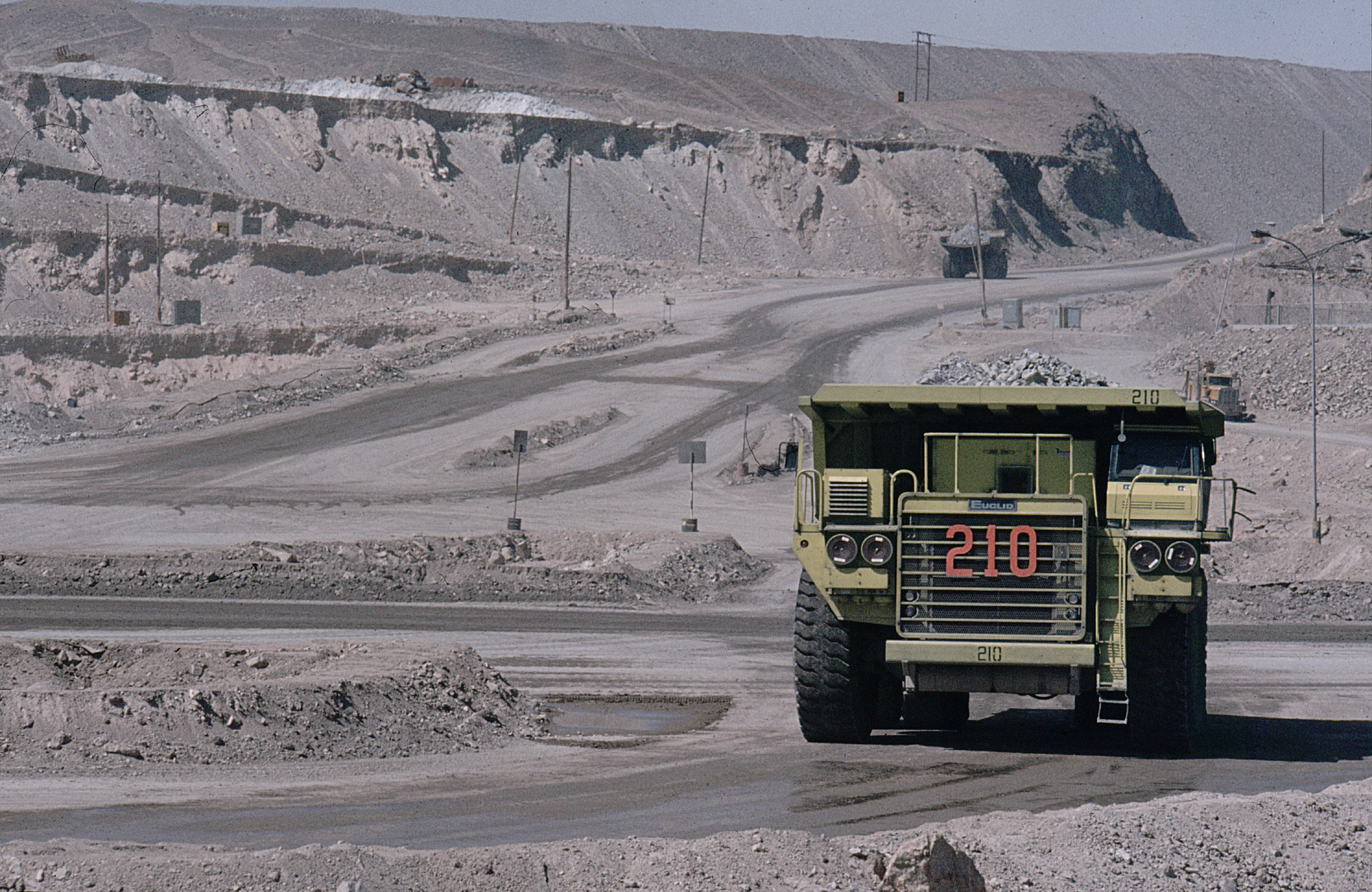
Dumper Euclid R.210 en service dans la mine de cuivre de Chuquicamata au Chili

### Période Clark Equipment (1984-86)
Daimler-Benz revend Euclid Trucks à Clark Equipment Co. en 1984. Une nouvelle génération de véhicules est lancée la même année plus une version actualisée du dumper R.210, à deux essieux, traction intégrale et roues simples, équipé d'une turbine Avco-Lycoming d'une puissance de 1 850 ch entraînant un alternateur à courant continu qui alimente en énergie un moteur électrique dans chaque roue. En fin d'année 1980, un autre type de conception hybride voit le jour avec le R.170 qui comporte un moteur General Electric dans chaque roue et un moteur Cummins au choix, Diesel V16 ou turbodiesel V12 de 800 ch SAE.
Clark Equipment va connaître de gros problèmes financiers à partir du début des années 1990. En 1992, Clark cède sa filiale Clark Material Handling (chariots élévateurs) à Terex pour 95 millions US$ qui la revendra, en 1996, pour 139,5 millions US$ au fonds de placement CMHC Acquisition Corporation, une filiale de Citicorp Venture Capital Ltd qui la revendra en 2004, à un groupe familial sud coréen qui rachètera en 1998 la division chariots élévateurs du coréen Samsung. 
En 1995, Clark Equipment est racheté par Ingersoll Rand qui, en 2007, vendra au groupe sud-coréen Doosan International ses activités d'équipement de la construction comme Bobcat, les compresseurs d'air, les générateurs, les tours d'éclairage et les équipements de construction. 

### Période VME (1986-95)
En août 1986, la société mère Clark Michigan crée une coentreprise (50/50) avec AB Volvo : VME America Corporation. Dans VME, le V, le M et le E représentent respectivement les sociétés Volvo, Clark Michigan (Michigan Loader) et Euclid. Les véhicules sont commercialisés sous plusieurs marques : Volvo BM, Michigan Euclid et Ranger. Le modèle le plus vendu à l'époque est le R.190 de 172 tonnes de charge utile qui utilise la technologie hybride avec un moteur Cummins ou Detroit Diesel de 1 800 ch, alimentant le générateur. Le véhicule a un poids total de 287 tonnes.
À la suite de sérieux conflits internes, la société VME subit plusieurs mutations assez déroutantes d'un point de vue stratégique et industriel avec notamment la séparation des unités américaines et européennes, aboutissant en 1991 à la création de VME Industries North America pour traiter uniquement les matériels Euclid. Volvo reste actionnaire de la J-V VME Europe.

### Période Volvo CE (1995-98)
Depuis 1986, AB Volvo est co-actionnaire à 50 % de VME. En mai 1995, Volvo rachète à Clark ses parts détenues dans VME. L'ancienne VME, devenue VME Europe est renommée Volvo Construction Equipment. AB Volvo va conserver sa participation dans VME Industries North America Euclid jusqu'en 1998.

### Période Hitachi Heavy Equip. Inc. (1998-2004)
En décembre 1993, VME Industries North America crée une coentreprise indépendante avec le japonais Hitachi Construction Machinery, appelée Euclid-Hitachi Heavy Equipment Ltd. dont Hitachi possède 19,5 % du capital.  
Hitachi Construction Machinery Co. Ltd. augmente progressivement sa participation dans la coentreprise jusqu'à en détenir 100% en 2000. Hitachi devient alors le seul et unique propriétaire d'Euclid.
Le 1er janvier 2004, Hitachi renomme la société Euclid-Hitachi Heavy Equipment Ltd. en Hitachi Construction Truck Manufacturing Ltd., et supprime ainsi définitivement le nom et la marque Euclid.

## Principaux modèles Euclid
Liste des modèles qui ont fait le succès d'Euclid depuis sa création :
- Euclid 1Z Trac-Truk 10 tonnes (1934)
- Euclid 1FB 13 t (1936)
- Euclid FD Diesel (1936–1954)
- Euclid 1LLD 3 essieux 40 t, 2 moteurs Diesel Cummins de 300 ch SAE (1951)

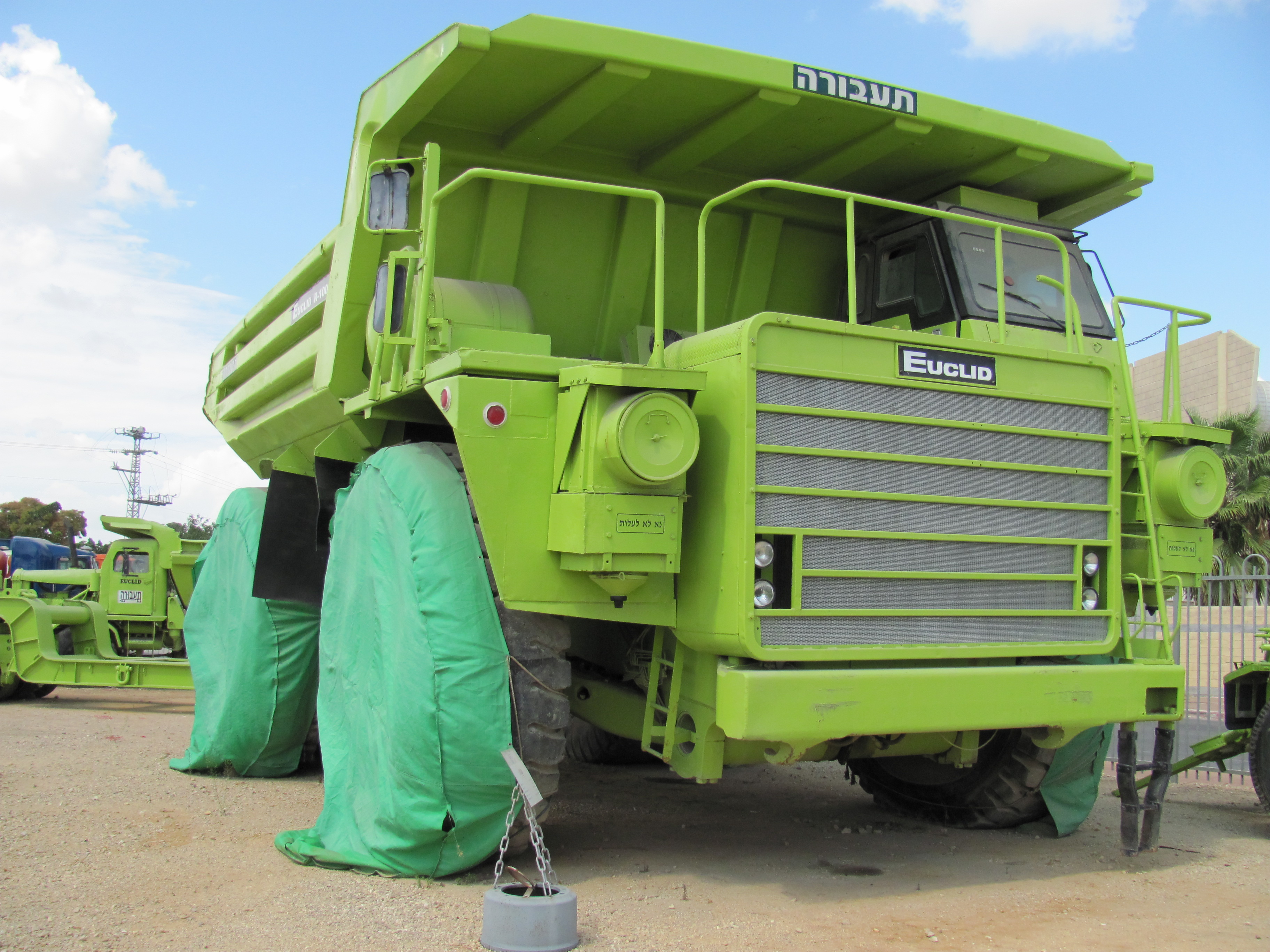
Euclid R.100 Haul Truck

- Euclid 3 essieux avec remorque 110 t, 2 moteurs Diesel Cummins de 375 ch SAE pour Western Mining (1958)
- Euclid 99FD petit dumper de carrière (1968), moteur6 cylindres Detroit Diesel 6-71 de 218 ch SAE.
- Euclid R-X dumper 100 t (1969)
- Euclid Série R dumper 2 essieux 155 t
- Euclid Série B 100 t
- Euclid Série SC 20 à 135 t, moteurs Cummins ou Detroit Diesel 228 à 1 600 ch SAE, pour mines de charbon
- Euclid R.32: version 1998 avec moteur Volvo TD 122 KE de 401 ch, benne de 14,6 à 21,0 m3, charge utile 32,6 tonnes, poids total 23,0 à 55,6 tonnes[5]
- Euclid R.260: version 1998 avec moteur Detroit Diesel S-4000 de 2 500 ch SAE, benne de 93 à 132 m3, charge utile 238 tonnes, poids total 350 tonnes[6]
- Euclid R.280 (1996) avec moteur Siemens - renommé en 2000 Hitachi EH4500, tout en conservant le logo Euclid sur la calandre. Le modèle peut être alimenté en électricité par une ligne aérienne avec un trolley.
- Série CH jusqu'à 135 t, moteur Detroit Diesel V12 turbo de 1 050 ch ou Cummins KTA-2300-C avec boîte automatique Allison.